# حسن أباد بايين (باقران)
حسن أباد بايين (بالفارسية: حسن‌آباد پایین) هي مستوطنة تقع في إيران في قسم باقران الريفي. يقدر عدد سكانها بـ 56 نسمة .